# ジミニー・クリケットのクリスマス
『ジミニー・クリケットのクリスマス』（原題：Jiminy Cricket's Christmas）は、ウォルト・ディズニー・カンパニーにより制作されたアニメーション短編映画作品。1986年公開。日本では1994年、他のクリスマスアニメーションと共にクリスマス・ビデオ・ラインナップとして発売された。

## 概要
ジミニー・クリケットがミッキーやディズニーの仲間たちとクリスマスを祝おうとする。

## あらすじ

### リスのおもちゃ合戦
クリスマスの日、チップとデールはクリスマスを祝うドナルドの家からくるみやお菓子を盗もうとする。

### グーフィーのスキーレッスン
グーフィーがナレーターからスキーを教わる。

### ミッキーの街の哀話
ミッキーと愛犬プルートは貧乏で、食事もろくにできない生活を送っていた。そんなクリスマスの日のこと、彼らはチェロで演奏し、食事代を儲けようとするが、もらったのはネジや歯車などのガラクタばかり。仕方なく、場所を変えて演奏することに。すると、近くの豪邸に住む金持ちの息子・アデルバートが犬を欲しがる。執事は「大金を払うからその犬を売ってくれ」と頼むが、ミッキーに「プルートは僕の相棒だからダメ」だと断られ逃げられてしまう。
何とか逃げ延びた二人だが、凍った池に足を滑らせた挙句、チェロを壊されてしまう。すると、ある家の方から泣き声がしたのでその家を覗くと、この家の主人（ピート）が逮捕されて生活が苦しくなった女性とその子供たちの姿があった。そんな彼女に同情したミッキーはプルートをアデルバート家に売り、その金で子供たちにプレゼントを買った。その頃、新しい主人をもらったプルートはアデルバートのいいようにされ虐待されていた。さらにはフルーツやケーキを投げつけられ、部屋とツリーはめちゃくちゃに。怒った主人はプルートを追い出し、息子にお仕置きした。尻叩きされるアデルバートの泣き声を聞いたプルートは「ざまあみろ」と大笑いし、ミッキーを探しに行く。
一方その頃ミッキーは一人寂しく、たき火で食事を取っていた。雪で作ったプルートにも食事を分けようとすると、雪の中から本物のプルートが。再会を果たした二人はプルートの尻尾に括り付けてあったローストチキンを分け合い、クリスマスを祝うのだった。

## 登場キャラクター
ジミニー・クリケット
ピノキオに登場したコオロギ、クリスマスのガイドのひと。

## スタッフ
- 原作：
- 製作・監督：
- 脚本：
- 美術：
- 編集：
- 音楽：

## 声の出演
| キャラクター             | 原語版                   | 日本語吹き替え版      |
| ------------------------ | ------------------------ | --------------------- |
| ジミニー・クリケット     | エディ・キャロル         | 富山敬 歌：田村しげる |
| ミッキーマウス           | ウォルト・ディズニー     | 青柳隆志              |
| ドナルドダック           | クラレンス・ナッシュ     | 山寺宏一              |
| ジャック （ねずみ）      | ジム・マクドナルド       | 山寺宏一              |
| ガス （ねずみ）          | ジム・マクドナルド       | 安西正弘              |
| チップ                   | ジム・マクドナルド       | 滝沢ロコ              |
| アデルバート             | ?                        | 滝沢ロコ              |
| デール                   | デジー・フリン           | 稲葉実                |
| アデルバートのお父さん   | ?                        | 稲葉実                |
| グーフィー               | ピント・コルヴィッグ     | 原語版流用            |
| プルート                 | ピント・コルヴィッグ     | 原語版流用            |
| ねぼすけ                 | ピント・コルヴィッグ     | 原語版流用            |
| 白雪姫                   | アドリアナ・カセロッティ | 原語版流用            |
| 先生                     | ロイ・アトウェル         | 熊倉一雄              |
| てれすけ                 | スコッティ・マットロー   | 二見忠男              |
| くしゃみ                 | ビリー・ギルバート       | 槐柳二                |
| ごきげん                 | オーティス・ハーラン     | 滝口順平              |
| ピノキオ                 | ディッキー・ジョーンズ   | 初沢亜利              |
| ストロンボリ             | チャールズ・ジューデルス | 大塚周夫              |
| シンデレラ               | アイリーン・ウッズ       | 鈴木より子            |
| トレメイン夫人 （継母）  | エレノア・オードリー     | 寺島信子              |
| ドリゼラ・トレメイン     | ローダ・ウィリアムズ     | 藤田淑子              |
| アナスタシア・トレメイン | ルシール・ブリス         | 高乃麗                |
| パーラ （ねずみ）        | ルシル・ウィリアムス     |                       |
| スージー （ねずみ）      |                          | 川村万梨阿            |
| ピーター・パン           | ボビー・ドリスコール     | 岩田光央              |
| ウェンディ               | キャサリン・ボーモント   | 渕崎ゆり子            |
| ジョン                   | ポール・コリンズ         | 池田真                |
| マイケル                 | トミー・ラスク           | 鈴木一輝              |
| 執事                     | ?                        | 小形満                |
| ナレーター               | ジョン・マクリーシュ     | 大平透                |